# Campeonato Mundial de Atletismo de 2017 - Salto com vara feminino
A competição do salto com vara feminino no Campeonato Mundial de Atletismo de 2017 foi realizada no Estádio Olímpico de Londres nos dias 4 e 6 de agosto. Katerina Stefanidi da Grécia levou a medalha de ouro. 

## Recordes
Antes da competição, os recordes eram os seguintes:
| Recorde mundial                               | Yelena Isinbayeva (RUS)  | 5.06 | Zurique, Suíça                | 28 de agosto de 2009    |
| Recorde do campeonato                         | Yelena Isinbayeva (RUS)  | 5.01 | Helsínquia, Finlândia         | 12 de agosto de 2005    |
| Melhor marca do ano                           | Katerina Stefanidi (GRE) | 4.85 | Roma, Itália                  | 8 de agosto de 2017     |
| Recorde africano                              | Elmarie Gerryts (RSA)    | 4.42 | Wesel, Alemanha               | 12 de junho de 2000     |
| Recorde asiático                              | Li Ling (CHN)            | 4.66 | Wuhan, China                  | 6 de junho de 2015      |
| Recorde da América do Norte, Central e Caribe | Jennifer Suhr (USA)      | 5.02 | Albuquerque, Estados Unidos   | 2 de março de 2013      |
| Recorde sul-americano                         | Fabiana Murer (BRA)      | 4.87 | São Bernardo do Campo, Brasil | 3 de julho de 2016      |
| Recorde europeu                               | Yelena Isinbayeva (RUS)  | 5.06 | Zurique, Suíça                | 28 de agosto de 2009    |
| Recorde da Oceania                            | Eliza McCartney (NZL)    | 4.82 | Auckland, Nova Zelândia       | 26 de fevereiro de 2017 |

Os seguintes recordes foram estabelecidos durante esta competição: 
| Recorde             | Altura | Atleta             | Nacionalidade | Data                |
| ------------------- | ------ | ------------------ | ------------- | ------------------- |
| Melhor marca do ano | 4.91   | Katerina Stefanidi | Grécia        | 6 de agosto de 2017 |

## Medalhistas
| Ouro                     | Prata              | Bronze                                        |
| Katerina Stefanidi (GRE) | Sandi Morris (USA) | Robeilys Peinado (VEN) · Yarisley Silva (CUB) |

## Tempo de qualificação
| Tempo de qualificação |
| --------------------- |
| 4.55 metros           |

## Calendário
| Data                | Horário | Fase         |
| ------------------- | ------- | ------------ |
| 4 de agosto de 2017 | 19:45   | Qualificação |
| 6 de agosto de 2017 | 19:00   | Final        |

Todos os horários estão no horário local (UTC+1)

## Resultados

### Qualificação
Qualificação: 4,60 m (Q) ou as doze melhores performances (q) 
| Pos. | Grupo | Atleta                  | Nacionalidade               | 4.20 | 4.35 | 4.50 | 4.55 | 4.60 | Marca | Notas |
| ---- | ----- | ----------------------- | --------------------------- | ---- | ---- | ---- | ---- | ---- | ----- | ----- |
| 1    | B     | Katerina Stefanidi      | Grécia                      | -    | -    | -    | -    | o    | 4.60  | Q     |
| 2    | B     | Lisa Ryzih              | Alemanha                    | -    | -    | o    | o    | z !  | 4.55  | q     |
| 2    | A     | Sandi Morris            | Estados Unidos              | -    | o    | o    | o    | z !  | 4.55  | q     |
| 2    | A     | Robeilys Peinado        | Venezuela                   | o    | o    | o    | o    | z !  | 4.55  | q     |
| 5    | A     | Alysha Newman           | Canadá                      | -    | o    | xxo  | o    | z !  | 4.55  | q     |
| 6    | B     | Yarisley Silva          | Cuba                        | -    | -    | o    | xo   | z !  | 4.55  | q     |
| 7    | B     | Nicole Büchler          | Suíça                       | -    | -    | xxo  | xo   | z !  | 4.55  | q     |
| 8    | B     | Angelica Bengtsson      | Suécia                      | o    | o    | o    | xxo  | z !  | 4.55  | q     |
| 8    | B     | Olga Mullina            | Atletas neutros autorizados | o    | o    | o    | xo   | z !  | 4.55  | q     |
| 10   | B     | Annika Newell           | Canadá                      | -    | o    | o    | xxx  | z !  | 4.50  | q     |
| 10   | A     | Holly Bradshaw          | Grã-Bretanha                | -    | -    | o    | -    | z !  | 4.50  | q     |
| 12   | A     | Eliza McCartney         | Nova Zelândia               | -    | xo   | xo   | xxx  | z !  | 4.50  | q     |
| 13   | A     | Angelica Moser          | Suíça                       | o    | xo   | xxo  | xxx  | z !  | 4.50  |       |
| 14   | A     | Silke Spiegelburg       | Alemanha                    | o    | o    | xxx  | z !  | z !  | 4.35  |       |
| 15   | A     | Liz Parnov              | Austrália                   | xo   | o    | xxx  | z !  | z !  | 4.35  |       |
| 15   | B     | Tina Šutej              | Eslovênia                   | xo   | o    | xxx  | z !  | z !  | 4.35  |       |
| 17   | A     | Lisa Gunnarsson         | Suécia                      | xxo  | o    | xxx  | z !  | z !  | 4.35  |       |
| 18   | A     | Romana Maláčová         | Chéquia                     | o    | xo   | xxx  | z !  | z !  | 4.35  |       |
| 18   | B     | Jirina Ptacnikova       | Chéquia                     | o    | xo   | xxx  | z !  | z !  | 4.35  |       |
| 20   | B     | Ninon Guillon-Romarin   | França                      | o    | xxx  | z !  | z !  | z !  | 4.20  |       |
| 20   | B     | Friedelinde Petershofen | Alemanha                    | o    | xxx  | z !  | z !  | z !  | 4.20  |       |
| 20   | A     | Fanny Smets             | Bélgica                     | o    | xxx  | z !  | z !  | z !  | 4.20  |       |
| 20   | A     | Minna Nikkanen          | Finlândia                   | o    | xxx  | z !  | z !  | z !  | 4.20  |       |
| 24   | B     | Maryna Kylypko          | Ucrânia                     | xo   | xxx  | z !  | z !  | z !  | 4.20  |       |
| 25 ! | B     | Jennifer Suhr           | Estados Unidos              | -    | -    | -    | xxx  | z !  | NM    |       |
| 26 ! | B     | Amálie Švábíková        | Chéquia                     | xxx  | z !  | z !  | z !  | z !  | NM    |       |
| 27 ! | B     | Emily Grove             | Estados Unidos              | xxx  | z !  | z !  | z !  | z !  | NM    |       |
| 28 ! | A     | Kelsie Ahbe             | Canadá                      | xxx  | z !  | z !  | z !  | z !  | NM    |       |
| 29 ! | A     | Iryna Yakaltsevich      | Bielorrússia                | xxx  | z !  | z !  | z !  | z !  | NM    |       |
| 30 ! | A     | Anzhelika Sidorova      | Atletas neutros autorizados | -    | -    | xxx  | z !  | z !  | NM    |       |
| 31 ! | A     | Michaela Meijer         | Suécia                      | -    | xxx  | z !  | z !  | z !  | NM    |       |

### Final
A final da prova ocorreu dia 6 de agosto às 19:00. 
| Pos.              | Atleta             | Nacionalidade               | 4.30 | 4.45 | 4.55 | 4.65 | 4.75 | 4.82 | 4.89 | 4.91 | 5.02 | Marca | Notas |
| ----------------- | ------------------ | --------------------------- | ---- | ---- | ---- | ---- | ---- | ---- | ---- | ---- | ---- | ----- | ----- |
| Medalha de ouro   | Katerina Stefanidi | Grécia                      | –    | –    | –    | o    | o    | o    | x-   | o    | xxx  | 4.91  | ,     |
| Medalha de prata  | Sandi Morris       | Estados Unidos              | –    | o    | o    | o    | o    | x-   | xx   | z !  | z !  | 4.75  |       |
| Medalha de bronze | Robeilys Peinado   | Venezuela                   | o    | o    | o    | xo   | xxx  | z !  | z !  | z !  | z !  | 4.65  | =     |
| 4                 | Yarisley Silva     | Cuba                        | –    | o    | o    | xo   | xxx  | z !  | z !  | z !  | z !  | 4.65  |       |
| 5                 | Lisa Ryzih         | Alemanha                    | –    | xo   | o    | xo   | xxx  | z !  | z !  | z !  | z !  | 4.65  |       |
| 6                 | Holly Bradshaw     | Grã-Bretanha                | –    | –    | o    | xxo  | xxx  | z !  | z !  | z !  | z !  | 4.65  |       |
| 7                 | Alysha Newman      | Canadá                      | xo   | o    | o    | xxo  | xxx  | z !  | z !  | z !  | z !  | 4.65  |       |
| 8                 | Olga Mullina       | Atletas neutros autorizados | xo   | o    | o    | xxx  | z !  | z !  | z !  | z !  | z !  | 4.55  |       |
| 9                 | Eliza McCartney    | Nova Zelândia               | –    | o    | xo   | xxx  | z !  | z !  | z !  | z !  | z !  | 4.55  |       |
| 10                | Angelica Bengtsson | Suécia                      | xo   | o    | xo   | xxx  | z !  | z !  | z !  | z !  | z !  | 4.55  |       |
| 11                | Nicole Büchler     | Suíça                       | –    | o    | xxx  | z !  | z !  | z !  | z !  | z !  | z !  | 4.45  |       |
| 12                | Anicka Newell      | Canadá                      | xo   | xo   | xxx  | z !  | z !  | z !  | z !  | z !  | z !  | 4.45  |       |

Legenda
| Recorde mundial       | Recorde mundial (World record)               |                       | Recorde africano                      | Recorde africano (African) |                                           | Q | Classificado por posição (Qualified) |
| Recorde do campeonato | Recorde do campeonato (Championship record)  | Recorde da América    | Recorde da América (Americas)         | q                          | Classificado por melhor tempo (Qualified) |   |                                      |
| Melhor marca do ano   | Melhor marca do ano (World leading)          | Recorde asiático      | Recorde asiático (Asian)              | DNS                        | Não largou (Did not start)                |   |                                      |
| Recorde nacional      | Recorde nacional (National record)           | Recorde europeu       | Recorde europeu (European)            | DNF                        | Não terminou (Did not finish)             |   |                                      |
| Recorde pessoal       | Recorde pessoal do atleta (Personal best)    | Recorde da Oceania    | Recorde da Oceania (Oceania)          | DSQ / DQ                   | Desclassificado (Disqualified)            |   |                                      |
| Recorde da temporada  | Recorde da temporada do atleta (Season best) | Recorde sul-americano | Recorde sul-americano (South America) | NM                         | Sem marca (No mark)                       |   |                                      |